# العلاقات المغربية السلوفاكية
العلاقات المغربية السلوفاكية هي العلاقات الثنائية التي تجمع بين المغرب وسلوفاكيا.
و في 22 ماي 2025، اعتبرت سلوفاكيا المبادرة المغربية بالحكم الذاتي لحل نزاع الصحراء، المقدمة إلى الأمين العام للأمم المتحدة في 11 أبريل 2007، بمثابة أساس من أجل تسوية نهائية تحت إشراف الأمم المتحدة” لهذه القضية، وعبرت جمهورية سلوفاكيا عن هذا الموقف في إعلان مشترك تم توقيعه عقب لقاء جرى، في نفس اليوم بالرباط، بين وزير الشؤون الخارجية والتعاون الإفريقي والمغاربة المقيمين بالخارج، السيد ناصر بوريطة، ونظيره السلوفاكي، يوراي بلانار، وزير الشؤون الخارجية والأوروبية، وجاء في الإعلان المشترك أن “سلوفاكيا تشيد بالجهود الجادة وذات المصداقية التي يبذلها المغرب من أجل الدفع بالمسار السياسي نحو التسوية، وتدعم حلا سياسيا عادلا ودائما ومقبولا من لدن الأطراف، قائما على التوافق، تماشيا مع القانون الدولي وقرارات مجلس الأمن ذات الصلة، بما في ذلك القرار S/RES/2756 الصادر في 31 أكتوبر 2024”.

## مقارنة بين البلدين
هذه مقارنة عامة ومرجعية للدولتين:
| وجه المقارنة                                              | المغرب                                 | سلوفاكيا                                                       |
| --------------------------------------------------------- | -------------------------------------- | -------------------------------------------------------------- |
| المساحة (كم2)                                             | 710.85 ألف                             | 49.03 ألف                                                      |
| عدد السكان (نسمة)                                         | 36.07 مليون                            | 5.44 مليون                                                     |
| الكثافة السكانية (ن./كم²)                                 | 50.74                                  | 110.95                                                         |
| العاصمة                                                   | الرباط                                 | براتيسلافا                                                     |
| اللغة الرسمية                                             | اللغة العربية، أمازيغية معيارية مغربية | اللغة السلوفاكية                                               |
| العملة                                                    | درهم مغربي                             | كرونة سلوفاكية، يورو                                           |
| الناتج المحلي الإجمالي (بليون دولار)                      | 109.14 مليار                           | 95.77 مليار                                                    |
| الناتج المحلي الإجمالي (تعادل القوة الشرائية) بليون دولار | 274.06 مليار                           | 162.34 مليار                                                   |
| الناتج المحلي الإجمالي الاسمي للفرد دولار أمريكي          | 2.88 ألف                               | 16.09 ألف                                                      |
| الناتج المحلي الإجمالي للفرد دولار أمريكي                 | 7.49 ألف                               | 30.46 ألف                                                      |
| مؤشر التنمية البشرية                                      | 0.628                                  | 0.844                                                          |
| رمز المكالمات الدولي                                      | +212                                   | +421                                                           |
| رمز الإنترنت                                              | .ma                                    | .sk                                                            |
| المنطقة الزمنية                                           | ت ع م+01:00                            | توقيت وسط أوروبا، ت ع م+01:00، ت ع م+02:00، أوروبا/براتيسلافا ‏ |

## منظمات دولية مشتركة
يشترك البلدان في عضوية مجموعة من المنظمات الدولية، منها:
| علم المنظمة | اسم المنظمة                               | تاريخ انضمام المغرب | تاريخ انضمام سلوفاكيا |
| ----------- | ----------------------------------------- | ------------------- | --------------------- |
|             | مؤسسة التنمية الدولية                     | 29 ديسمبر 1960      | 1993                  |
|             | يونسكو                                    | 7 نوفمبر 1956       | 9 فبراير 1993         |
|             | وكالة ضمان الاستثمار متعدد الأطراف        | 17 سبتمبر 1992      | 1993                  |
|             | الأمم المتحدة                             | 12 نوفمبر 1956      | 19 يناير 1993         |
|             | الفريق المعني برصد الأرض                  | ?                   | ?                     |
|             | الاتحاد البريدي العالمي                   | ?                   | ?                     |
|             | البنك الدولي للإنشاء والتعمير             | 25 أبريل 1958       | 1993                  |
|             | الاتحاد الدولي للاتصالات                  | 1 نوفمبر 1956       | 23 فبراير 1993        |
|             | منظمة حظر الأسلحة الكيميائية              | ?                   | ?                     |
|             | مؤسسة التمويل الدولية                     | 30 أغسطس 1962       | 1993                  |
|             | المركز الدولي لتسوية المنازعات الاستشارية | 10 يونيو 1967       | 26 يونيو 1994         |
|             | منظمة التجارة العالمية                    | 1995                | ?                     |
|             | منظمة الشرطة الجنائية الدولية             | ?                   | ?                     |

## وصلات خارجية
- موقع وزارة الخارجية المغربية
- موقع وزارة الخارجية السلوفاكية